# Kawasaki Ninja ZX-10R
La kawasaki Ninja ZX-10R es una motocicleta deportiva de la marca Kawasaki. El equipo Kawasaki Racing Team utiliza la ZX-10R para el Campeonato Mundial de Superbikes. La motocicleta es vendida al público y es personalizable. La moto fue probada, refinada y aprobada por los campeones del mundo Jonathan Rea y Tom Sykes. La moto es de cilindrada 998cc y la potencia máxima es de 149,3 kW {203 CV} / 13.500 rpm, el chasis de doble viga es de aluminio, frenos Brembo.y también

## Componentes

### Motor
Los ingenieros de Kawasaki utilizaron un diseño apilado para un motor de cuatro cilindros en línea de 998 cc (60,9 pulgadas cúbicas) refrigerado por líquido. El eje del cigüeñal, el eje de entrada y el eje de salida del motor Ninja ZX-10R están colocados en un diseño triangular para reducir la longitud del motor, mientras que el generador de alta velocidad está colocado detrás de la bancada de cilindros para reducir el ancho del motor. Con un diámetro y carrera de 76 mm × 55 mm (3,0 pulg. × 2,2 pulg.), el conjunto de cilindro y cárter de una sola pieza del motor ZX-10R reduce el peso y aumenta la rigidez. Los DOHC están fabricados a partir de acero cromado, construido para ofrecer resistencia; cuatro válvulas por cilindro mejoran la respiración a altas revoluciones; y los pistones forjados y livianos ofrecen una alta resistencia al calor para mejorar aún más la relación potencia-peso de la bicicleta .

### Sistema de refrigeración
Además de la refrigeración líquida, el motor ZX-10R tiene un enfriador de aceite adyacente al filtro de aceite para reducir la temperatura del aceite. El análisis de chapoteo también se utilizó para diseñar la estructura interna del cárter de aceite, reduciendo así las pérdidas por viento y ayudando a mantener bajas temperaturas del aceite.

### Embrague
Un embrague antirrebote húmedo multidisco transfiere potencia a una transmisión de relación cerrada de seis velocidades, ideal para competiciones en circuitos cerrados. El limitador de par inverso desconecta automáticamente el embrague (parcialmente) al realizar cambios descendentes bruscos a altas velocidades del motor para evitar que las ruedas traseras salten al entrar en una curva.

### Ruedas
Se afirma que un nuevo diseño de llantas de seis radios es casi tan liviana como las llantas de carreras especiales. Desde el modelo 2006, el perfil del flanco del neumático trasero ha aumentado de 190/50/ZR17 a 190/55/ZR17.

## Historia
La ZX-10R se empezó a producir en el 2004 hasta la actualidad con un peso total de 170kg y 175hp.
El modelo 2023 genera 203cv de fuerza, con el Ram air llega hasta los 213cv.

### 2004-2005
El modelo de 2004 fue el debut de la Ninja ZX-10R con actualizaciones menores en 2005. Era compacta, con un chasis que rivalizaba con el de una moto deportiva de 600 cc y con una distancia entre ejes corta y una alta relación potencia-peso, lo que ayudó a la manejo. El sistema de escape era totalmente de titanio con un solo silenciador.

### 2006-2007
Entre otros cambios, el modelo 2006 tenía escapes gemelos debajo de los asientos, lo que contribuyó a un aumento de 5 kg (11 lb) en el peso seco. El motor se mantuvo prácticamente sin cambios.

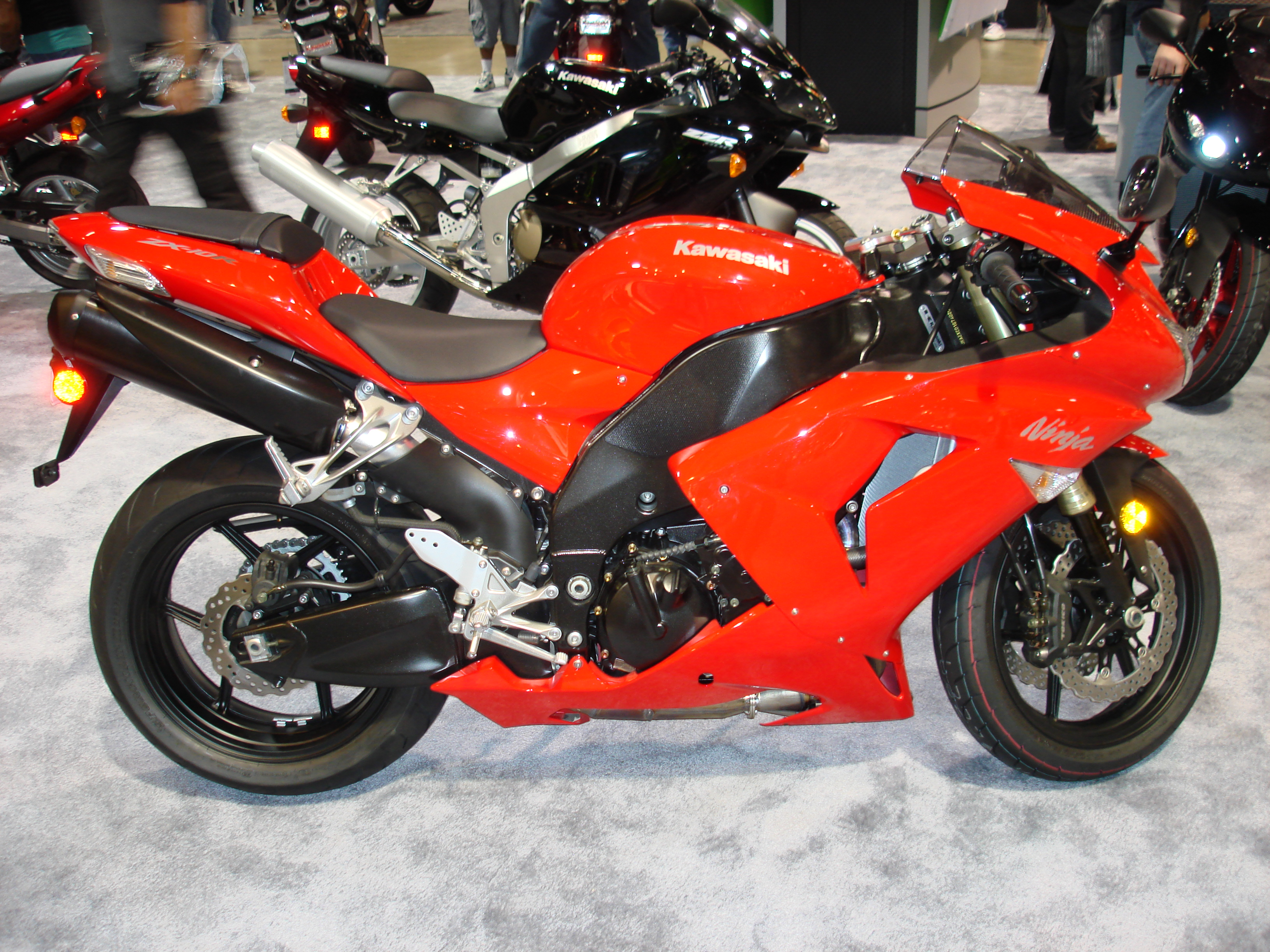
2007 Ninja ZX-10R

### 2008
La ZX-10R era completamente nueva en su lanzamiento para el año modelo 2008. Hubo un cambio dramático en la apariencia de la moto con una parte delantera mucho más angular. Kawasaki se alejó de los escapes gemelos debajo del asiento del modelo 2006-2007 por un escape de un solo lado más convencional. Se elevó la relación de compresión del motor.

### 2009
El modelo 2009 recibió sólo ligeros cambios en la transmisión con respecto al modelo 2008. El eje de cambio se actualizó para permitir cambios más suaves.

### 2010
El modelo 2010 recibió ligeros cambios con respecto al modelo 2009, incluido un amortiguador de dirección Öhlins mejorado, los faros se empotraron en el carenado y las piezas individuales de la sección central del carenado ahora se fusionaron en una sola moldura. 

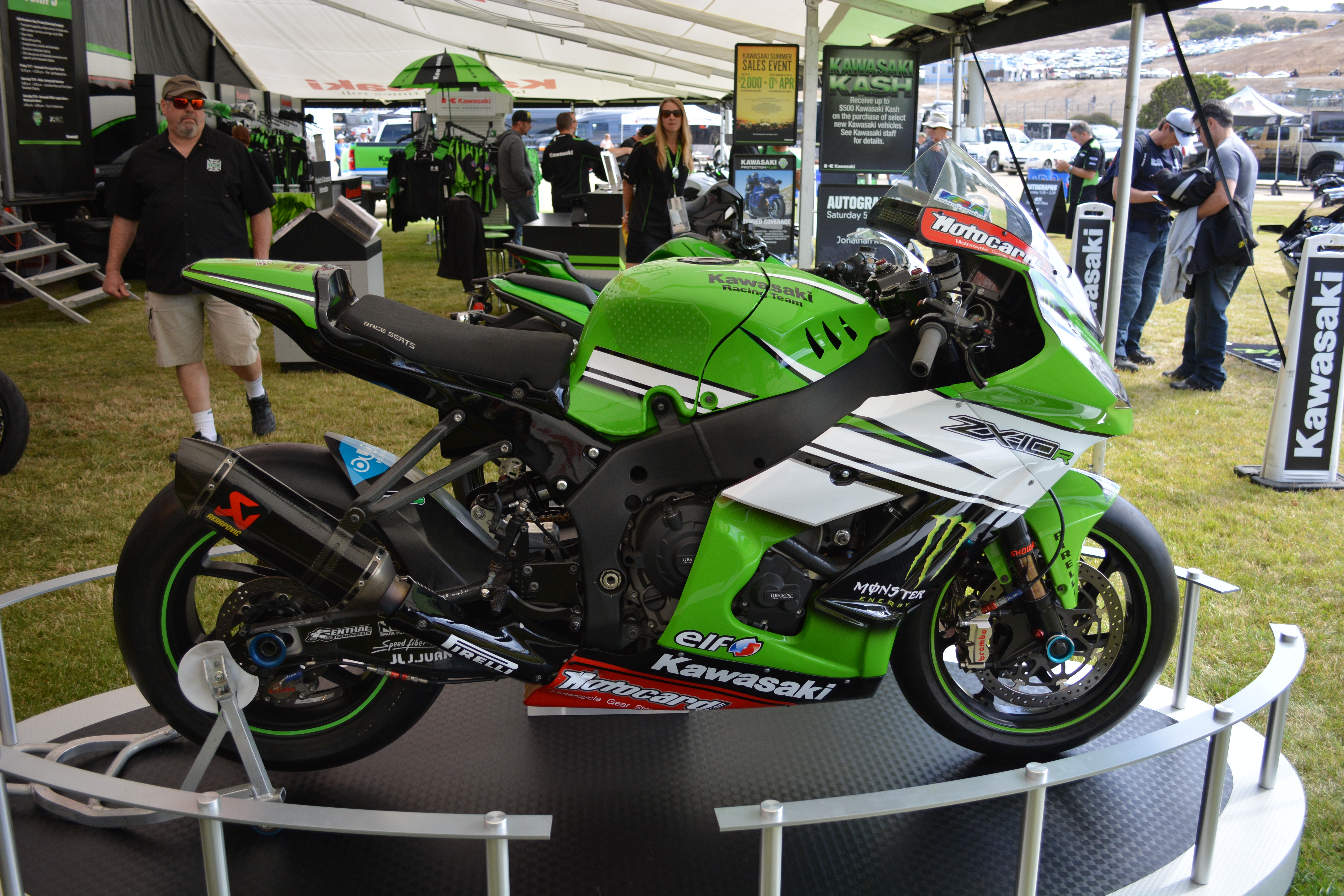
Campeonato del Mundo SBK FIM Superbike 2015 Campeonato del Mundo SBK FIM Superbike 2015

### 2011-2015[3]
La ZX-10R 2011 se sometió a una importante revisión tanto mecánica como visual. En particular, Kawasaki introdujo su sistema Sport Kawasaki Traction Control (S-KTRC) de serie. Predice cuándo se perderá tracción y se adapta en consecuencia. También son nuevas una opción de ABS llamada Kawasaki Intelligent Braking System (KIBS), un diseño completamente nuevo, estriberas ajustables, cuerpos de aceleración más grandes, una suspensión trasera horizontal, llantas de tres radios más ligeras, Showa Big Piston Fork (BPF) [ 7  suspensión delantera y un tablero con panel LCD.  El modelo 2012 es idéntico al 2011. En los modelos 2013, el amortiguador delantero fue reemplazado por un amortiguador de dirección delantero electrónico Ohlins .

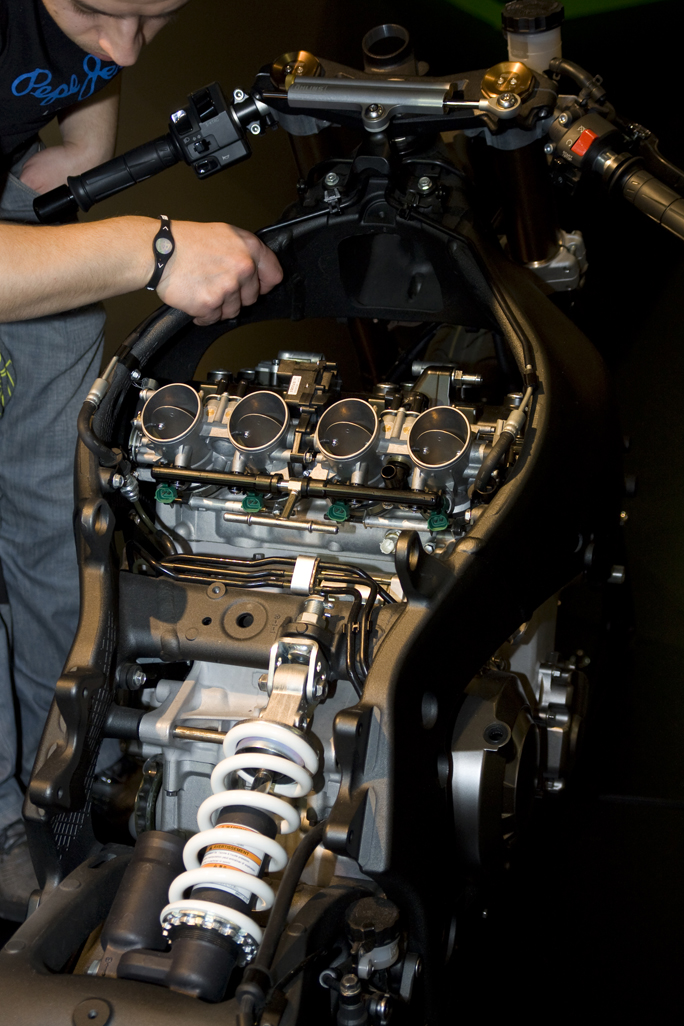
Amortiguador trasero horizontal y conductos de aire ram a través del cuello del bastidor

Tom Sykes se convirtió en 2013 en el primer campeón del mundo de Superbikes con Kawasaki desde Scott Russell y el primero con una ZX-10R. Stuart Easton ganó el Gran Premio de Macao 2014 . Jonathan Rea ganó la temporada 2015 del Campeonato del Mundo de Superbikes . Jeremy Toye tiene el récord de vuelta de peso pesado (Abierto) en el Pikes Peak International Hill Climb .

### 2016

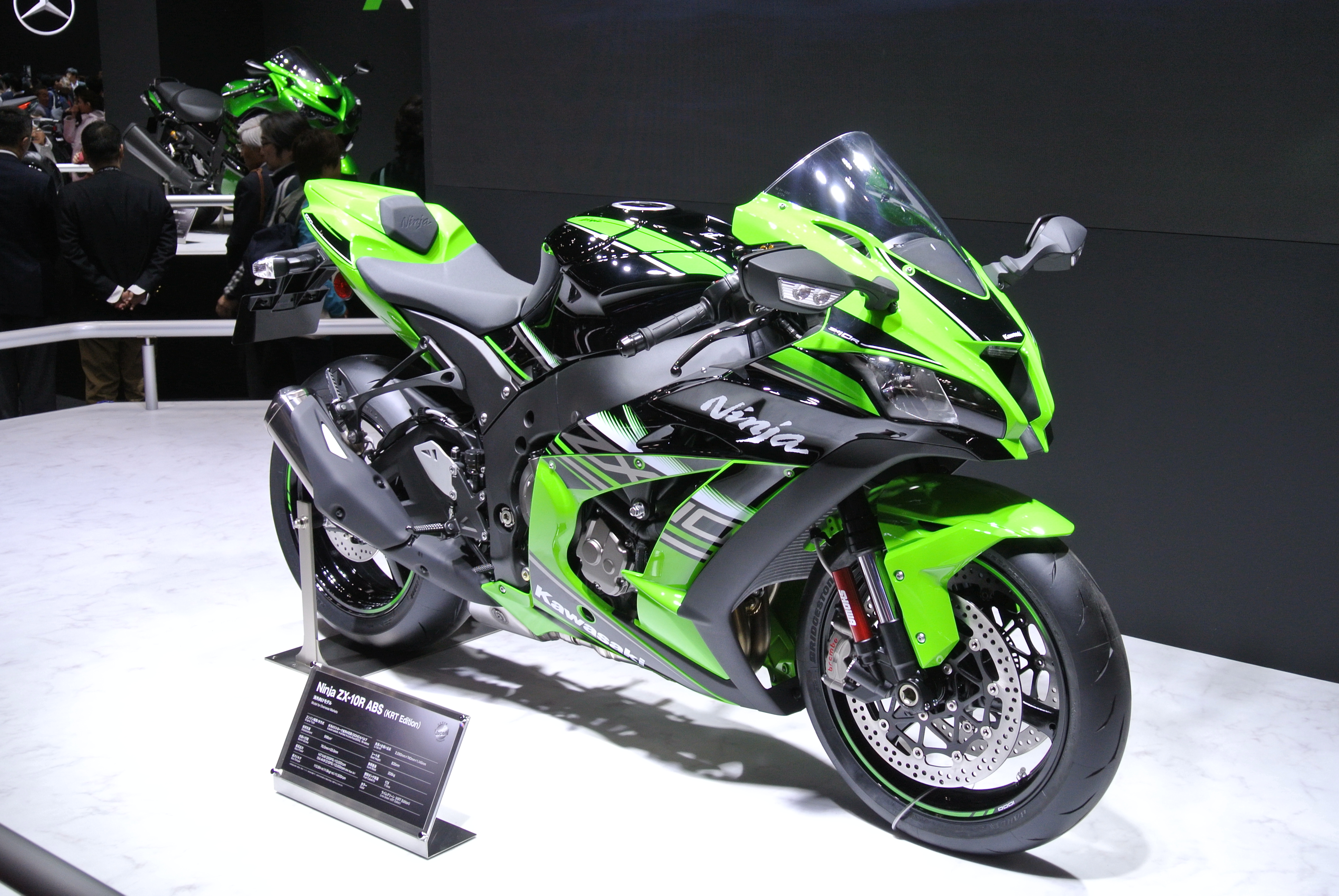
2016 Ninja ZX-10R

La ZX-10R 2016 recibió una actualización importante. Con 197 hp reclamados con entrada de aire ram a 13.000 rpm.  La electrónica ahora utiliza una unidad de medición interna (IMU) de cinco ejes de Bosch. Un sexto grado se calcula mediante un software patentado por Kawasaki. El S-KTRC se actualizó con un modo de control de lanzamiento agregado, un cambio rápidoy control del freno del motor. Además, ABS en curvas KIBS más inteligente opcional. Debido a su naturaleza predictiva en lugar de reactiva, Kawasaki promociona este sistema de S-KTRC como el más avanzado de todos los sistemas de control de tracción actuales. Algunos de los cambios a nivel mecánico que ahora son más ligeros son el embrague antirrebote, el equilibrador, el cigüeñal así como los pistones. Un filtro de aire menos restrictivo y una caja de aire más grande, así como un sistema de escape más liviano y menos restrictivo. Una nueva transmisión estilo casete está apilada verticalmente. Los anteriores rotores de pétalos que se utilizaban desde 2004 ahora se sustituyen por rotores circulares. Ahora también son más grandes, desde 310 mm (12,2 pulgadas) hasta 330 mm (13,0 pulgadas). Las pinzas son ahora Brembo M50 Monoblock y el cilindro maestro es un Brembo radial. Las líneas de freno ahora son trenzadas de acero inoxidable. Por primera vez en motos deportivas de producción, se incluye una horquilla Showa Balance Free de 43 mm derivada de WSBK. Kawasaki también ofrece piezas Race Kit para chasis y motor.

### 2017
Kawasaki lanzó un especial de homologación, la ZX-10RR con la culata modificada. Se pueden pedir piezas del kit de carrera, como levas de elevación alta, tren de válvulas recubierto de DLC, un cárter reforzado, llantas de aluminio forjado de siete radios Marchesini, un cambio rápido bidireccional y un asiento individual. El modelo era una tirada limitada de 500 unidades. 

### 2018-2019
Para la temporada de carreras de 2018, Kawasaki adoptó el lema "Ninja Spirit" debido a que los organizadores de la carrera impusieron sanciones técnicas basadas en los éxitos anteriores analizados de Kawasaki, lo que resultó en limitaciones en las revoluciones máximas que su motor podía alcanzar en carrera. Kawasaki afirmó que las nuevas reglas afectarían a sus máquinas más que a los otros fabricantes, lo que provocó su reacción: "El espíritu de aceptar el desafío de luchar por la excelencia en la pista y nunca darse por vencido". 
A finales de 2018, Kawasaki lanzó una serie especial de homologación de 500 máquinas ZX-10RR con un motor rediseñado con modificaciones que incluían seguidores de leva tipo dedo que permitían mayores revoluciones y mayor potencia. Esto fue utilizado por los pilotos de World Superbike Jonathan Rea y Leon Haslam durante 2019. 

### 2020
La producción del año modelo ZX-10R 2020 se benefició de la experiencia en carreras, ya que los componentes de pistón y culata anteriormente estaban disponibles solo en la ZX-10RR. 

## Especificaciones
|                                     | 2004-2005 | 2006-2007 | 2008-2009/2010 | 2011-2015 | 2016– |
| ----------------------------------- | --- | --- | --- | --- | --- |
| Motor                               | Cuatro cilindros en línea refrigerado por líquido de 998 cc (60,9 pulgadas cúbicas) | Cuatro cilindros en línea refrigerado por líquido de 998 cc (60,9 pulgadas cúbicas) | Cuatro cilindros en línea refrigerado por líquido de 998 cc (60,9 pulgadas cúbicas) | Cuatro cilindros en línea refrigerado por líquido de 998 cc (60,9 pulgadas cúbicas) | Cuatro cilindros en línea refrigerado por líquido de 998 cc (60,9 pulgadas cúbicas) |
| Diámetro × carrera                  | 76,0 mm × 55,0 mm (2,99 pulg. × 2,17 pulg.) | 76,0 mm × 55,0 mm (2,99 pulg. × 2,17 pulg.) | 76,0 mm × 55,0 mm (2,99 pulg. × 2,17 pulg.) | 76,0 mm × 55,0 mm (2,99 pulg. × 2,17 pulg.) | 76,0 mm × 55,0 mm (2,99 pulg. × 2,17 pulg.) |
| Índice de compresión                | 12.7:1 | 12.7:1 | 12.9:1 | 13.0:1 | 13.0:1 |
| Tren de válvulas                    | DOHC; cuatro válvulas por cilindro | DOHC; cuatro válvulas por cilindro | DOHC; cuatro válvulas por cilindro | DOHC; cuatro válvulas por cilindro | DOHC; cuatro válvulas por cilindro |
| Sistema de combustible              | Inyección de combustible | Inyección de combustible | Inyección de combustible | Inyección de combustible | Inyección de combustible |
| Encendido                           | Transistorizado digital controlado por ordenador | Transistorizado digital controlado por ordenador | Transistorizado digital controlado por ordenador | TCBI con avance digital y Control de Tracción Sport-Kawasaki (S-KTRC) | TCBI con avance digital y Control de Tracción Sport-Kawasaki (S-KTRC) |
| Fuerza                              | 110,5 kW (148,2 hp) (rueda trasera) | | 116,2 kW (155,8 hp) (rueda trasera) a 12.200 rpm | 119,3 kW (160,0 hp) (rueda trasera) a 11.650 rpm | 146,9 kW (197,0 hp) a 13.000 rpm (reclamado). 124,5 kW (167,0 hp) a 11.020 rpm rueda trasera |
| Esfuerzo de torsión                 | 103,2 N⋅m (76,1 lb⋅ft) (rueda trasera) | | 97,9 N⋅m (72,2 lb⋅ft) (rueda trasera) a 11.000 rpm | 99,5 N⋅m (73,4 lb⋅ft) (rueda trasera) a 11.030 rpm | 113,5 N⋅m (83,7 lb⋅ft) a 11.500 rpm (reclamado) 103,0 N⋅m (76,0 lb⋅ft) a 11.200 rpm (rueda trasera) |
| Transmisión                         | Embrague antirrebote , manual de seis velocidades de relación cerrada , transmisión por cadena sellada                                                                                                  | Embrague antirrebote , manual de seis velocidades de relación cerrada , transmisión por cadena sellada                                                                                                  | Embrague antirrebote , manual de seis velocidades de relación cerrada , transmisión por cadena sellada                                                                                       | Embrague antirrebote , manual de seis velocidades de relación cerrada , transmisión por cadena sellada | Embrague antirrebote , manual de seis velocidades de relación cerrada , transmisión por cadena sellada |
| Suspensión                          | Delantero: Horquilla invertida de 43 mm con resortes de tope Trasero: Uni-Trak de enlace inferior con amortiguador de gas y resorte de tope                                                             | Delantero: Horquilla invertida de 43 mm con resortes de tope Trasero: Uni-Trak de enlace inferior con amortiguador de gas y resorte de tope                                                             | Delantera: horquilla invertida de 43 mm con resortes de tope Trasera: Uni-Trak con resorte de tope, amortiguación de compresión continua y de doble rango (alta/baja velocidad).             | Delantero: Horquilla invertida de 43 mm con resortes superiores (diseño de horquilla de pistón grande) Enlace trasero horizontal con amortiguador cargado de gas, amortiguación de compresión continua de doble rango, amortiguación de extensión continua | Delantero: Horquilla Balance Free invertida de 43 mm con cámara de compresión externa totalmente ajustable Trasero: Enlace trasero horizontal con amortiguador de gas Balance Free, rango dual totalmente ajustable               |
| Frenos                              | Delantero: pinzas duales de cuatro pistones montadas radialmente con discos lobulados semiflotantes de 300 mm (11,8 pulgadas) Trasera: disco único de 220 mm (8,7 pulgadas) con pinza de un solo pistón | Delantero: pinzas duales de cuatro pistones montadas radialmente con discos lobulados semiflotantes de 300 mm (11,8 pulgadas) Trasera: disco único de 220 mm (8,7 pulgadas) con pinza de un solo pistón | Pinzas duales de cuatro pistones montadas radialmente con discos lobulados semiflotantes de 310 mm (12,2 pulgadas) Trasera: Disco único de 220 mm (8,7 pulgadas) con pinza de un solo pistón | Pinzas duales de cuatro pistones montadas radialmente con discos lobulados semiflotantes de 310 mm (12,2 pulgadas) Trasera: Disco único de 220 mm (8,7 pulgadas) con pinza de un solo pistón                                                               | Delantero: Discos dobles semiflotantes de 330 mm (13,0 pulgadas) Pinzas Brembo monobloque M50 de cuatro pistones montadas radialmente Parte trasera: Disco único de 220 mm (8,7 pulgadas) con pinza de aluminio de un solo pistón |
| Llantas                             | Delantero: 120/70ZR-17 Trasero: 190/50ZR-17 | Delantero: 120/70ZR-17 Trasero: 190/55ZR-17 | Delantero: 120/70ZR-17 Trasero: 190/55ZR-17 | Delantero: 120/70ZR-17 Trasero: 190/55ZR-17 | Delantero: 120/70ZR-17 Trasero: 190/55ZR-17 |
| rastrillo, rastro                   | 24°, 102 mm (4,0 pulgadas) | 24,5°, 102 mm (4,0 pulgadas) | 25,5°, 110 mm (4,3 pulgadas) | 25°, 107 mm (4,2 pulgadas) | 25°, 107 mm (4,2 pulgadas) |
| Distancia entre ejes                | 1.385 milímetros (54,5 pulgadas) | 1.390 milímetros (55 pulgadas) | 1.415 milímetros (55,7 pulgadas) | 1.425 milímetros (56,1 pulgadas) | 1.440 milímetros (56,7 pulgadas) |
| Altura del asiento                  | 825 milímetros (32,5 pulgadas) | 825 milímetros (32,5 pulgadas) | 830 milímetros (33 pulgadas) | 813 milímetros (32,0 pulgadas) | 835 milímetros (32,9 pulgadas) |
| Peso en seco                        | 170 kg (370 libras) | 175 kg (386 libras) | 179 kg (395 libras) - Modelo 2008 | | |
| Peso mojado                         | 196 kg (432 libras) | 202 kg (445 libras) | 208 kg (459 libras) - Modelos 2009–2010 | 202 kg (445 libras) | 206,0 kg (454,2 libras) |
| Capacidad de combustible            | 17 L (3,7 gal imp; 4,5 gal EE. UU.) | 17 L (3,7 gal imp; 4,5 gal EE. UU.) | 17 L (3,7 gal imp; 4,5 gal EE. UU.) | 17 L (3,7 gal imp; 4,5 gal EE. UU.) | 17 L (3,7 gal imp; 4,5 gal EE. UU.) |
| Actuación                           | | | | | |
| Velocidad máxima                    | 180 mph (290 kilómetros por hora) | | | | 188,9 mph (304,0 km/h) |
| 0 a 97 km/h (0 a 60 mph)            | 3,12 s | | 2,84 s | 2,9 s | 2,8 s |
| 0 a 1 ⁄ 4 mi (0,00 a 0,40 km)       | 10,02 s @ 234,29 km/h (145,58 mph) | | 10,01 s @ 241,48 km/h (150,05 mph) | 10,05 s @ 234,43 km/h (145,67 mph) | 10,07 s @ 236,73 km/h (147,10 mph) |
| Frenado de 60 a 0 mph (97 a 0 km/h) | 35,2 m (115,5 pies) | | | 37 m (123 pies) | 38 m (124 pies) |
| Economía de combustible             | 5,6 litros a los 100 kilómetros; 50 millas por galón imperial (42 mpg - EE. UU. ) | | 7,3 litros cada 100 kilómetros; 38,9 millas por galón imperial (32,4 mpg - EE. UU. ) | 6,4 litros cada 100 kilómetros; 44 millas por galón imperial (37 mpg - EE. UU. ) | |

## Galería

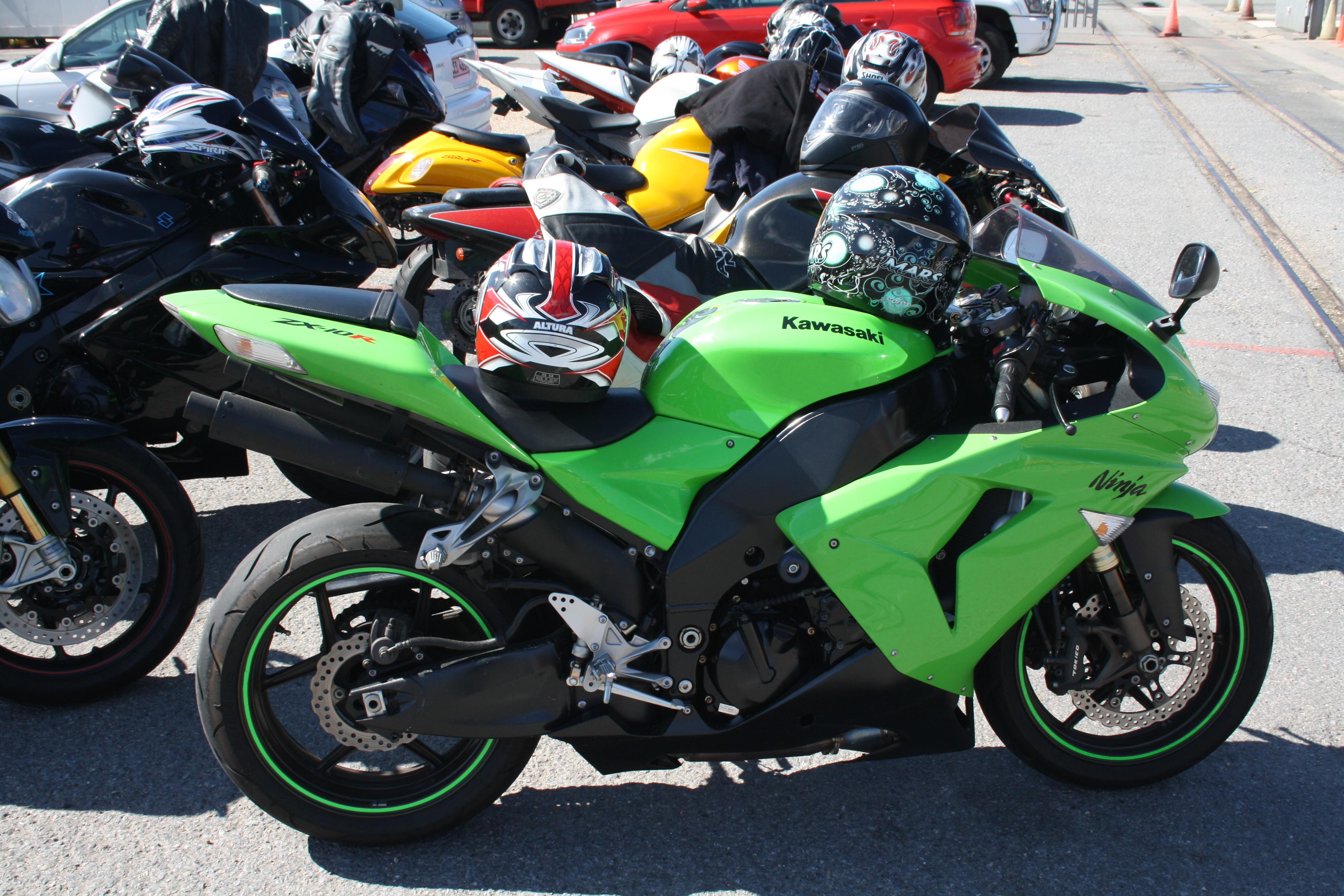
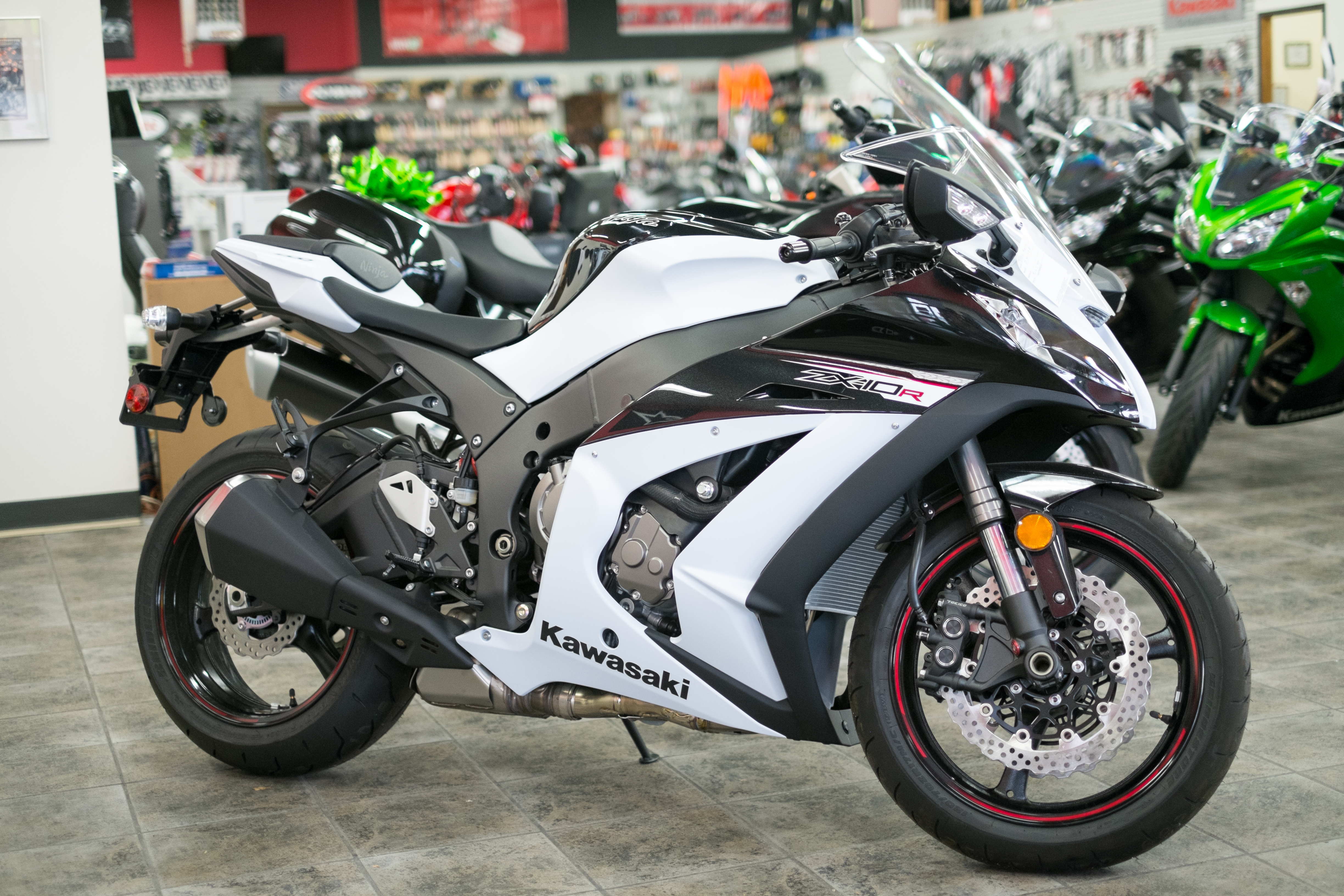
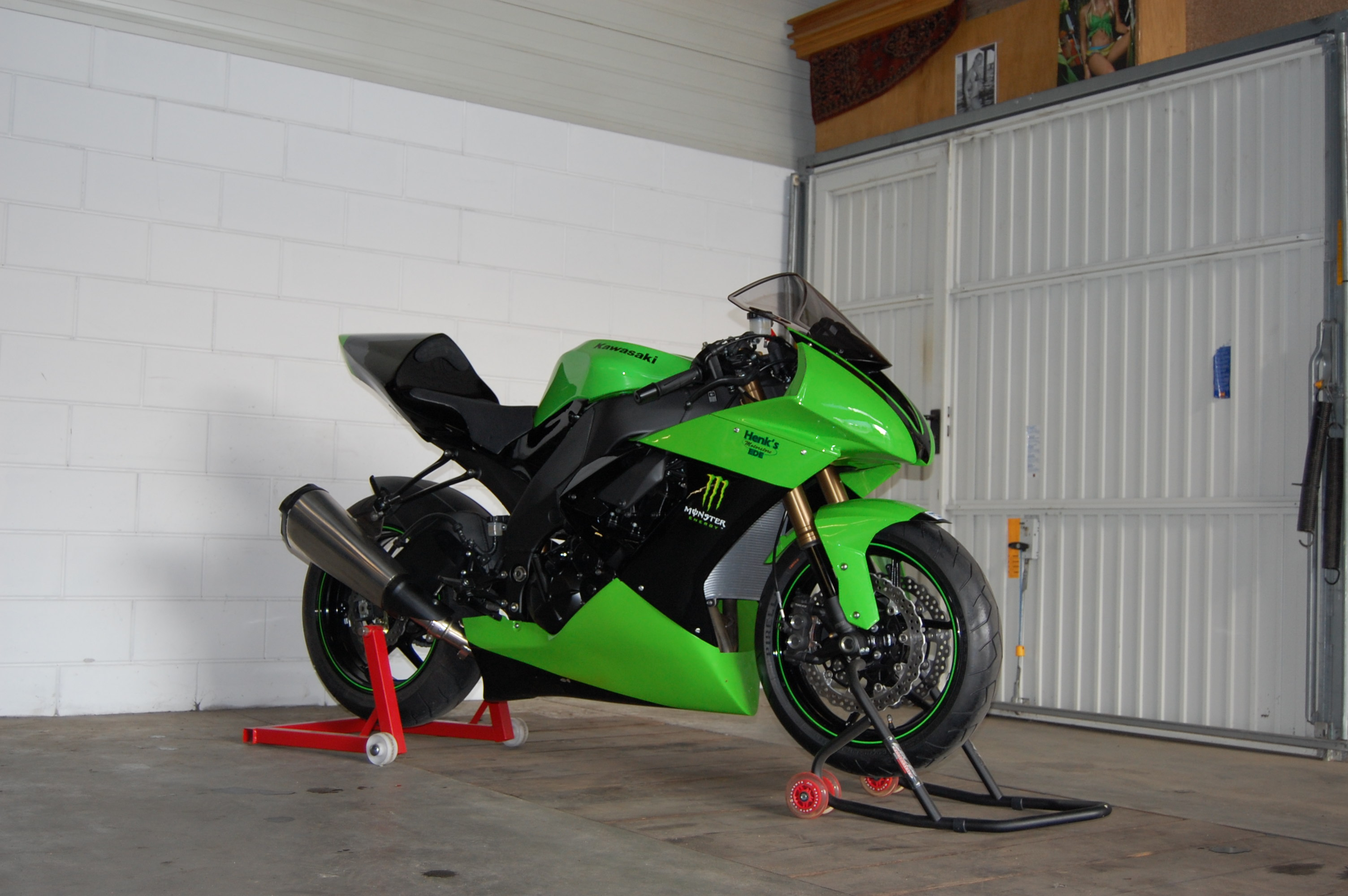
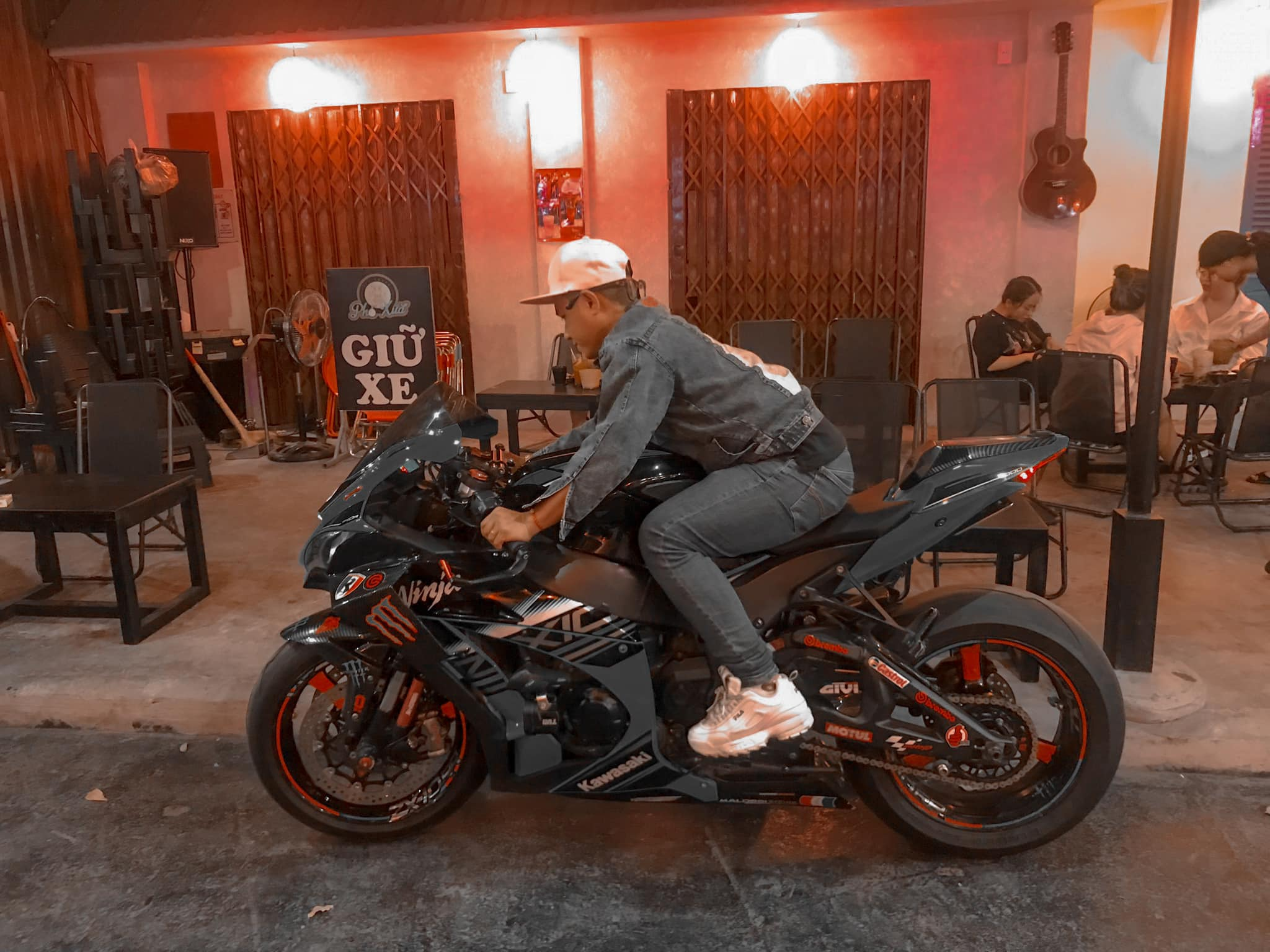